# Salih Alić
Salih Alić (30. září 1906 Bijeljina, Bosna a Hercegovina – 11. března 1982 Záhřeb, Socialistická federativní republika Jugoslávie) byl bosenskohercegovský básník bosňáckého původu.

## Životopis
V rodném městě navštěvoval základní školu a medresu. Zaměstnal se jako účetní a poté dopisovatel sarajevských listů Jugoslavenski list a Večernja pošta. Krátce pobýval v Záhřebu, kde se živil prodejem knih, nato pracoval v Islámské akciové tiskárně (Islamska dionička štamparija) v Sarajevu a redaktor a korektor v časopisu Novi behar. Od roku 1936 se pohyboval v bohémské společnosti kolem chorvatského básníka Tina Ujeviće v Záhřebu. Přispíval do mnoha časopisů a novin.

## Dílo
- Lirski akvareli (Lirické akvarely, Zagreb 1941), básnická sbírka
- Ranjeni galeb (Raněný racek, Zagreb 1942), kolektivní básnická sbírka autorů: Frano Alfirević, Nikola Šop a Salih Alić
- Lirski dnevnik (Lyrický deník, Zagreb 1953), básnická sbírka
- Koloplet (Vír, Zagreb 1954), kolektivní básnická sbírka autorů: Frano Alfirević, Tin Ujević, Matej Šavora, Ferdo Škrljac, Ferdo Bačić, Ivan Đurašin, Juraj Baldani a Salih Alić
- Jesenas i danas (Na podzim a dnes, Slavonski Brod 1954?), kolektivní básnická sbírka autorů: Frano Alfirević, Tin Ujević, Dragutin Vunak, Vladimir Rem, Boro Pavlović, Joja Ricov, Kazimir Urem a Salih Alić
- Tin u anegdotama (Tin v anekdotách, Vinkovci 1960), sebrali a zapsali Ivo Posavac a Salih Alić
- Poezija (Poezie, Zagreb, 1972), výbor z poezie
- Pjesme (Básně, ed. Enes Duraković, Sarajevo 1991, součást edice Muslimanska književnost XX vijeka), výbor z poezie, pak znovu jako Pjesme (Sarajevo 1999)